# Cassio 1
 (avril 2022).
Pour les articles homonymes, voir Cassio.
Le Cassio 1 de VoltAero est un avion de démonstration hybride-électrique créé par la société VoltAero dont Jean Botti est PDG.
L'avion a effectué plusieurs tournées de démonstration à travers la France pour démontrer ses capacités à effectuer des trajets courts et moyens.
Son premier circuit d'une dizaine de jours, début juillet 2021, devait partir de Lorient et comporter des escales à Tours, Le Havre, Toussus-le-Noble, Troyes, Dijon, Annecy, Aix-en-Provence, Nîmes et Toulouse pour revenir dans l'ouest de la France le 11 juillet à Rochefort.
L'ensemble du premier circuit aura couvert une distance de plus de 12 600 km pour un temps de vol combiné d'environ 28 heures.
Le 13 septembre 2021, la société VoltAero a effectué sa deuxième traversée historique de la Manche avec son avion électrique hybride, entre la France et le Royaume-Uni pour participer à l'ACE21 Air Charter Expo en partenariat avec l'Université de Cranfield.
Cassio 1 a donc traversé la mer de la Manche au départ de Calais, pour arriver à l'aéroport de Cranfield dans le comté anglais du Bedfordshire.
Des rapports ont été fournis par VoltAero et son partenaire américain KinectAir (qui développe des services de vol à la demande pilotés par intelligence artificielle grâce à une application pour smartphone) à l'Université de Cranfield.
Les batteries fournissent de l'énergie à trois moteurs électriques de 180 kilowatts de puissance pour les deux moteurs électriques de l'appareil. Il y a une hélice à cinq pales et l'appareil comprend un moteur à combustion interne de 370 ch. Le dispositif est, bien sûr, breveté.
La bruyance est réduite de 4 dBa par rapport aux autres avions hybrides et il y a 20 % d’émissions de gaz en moins en mode hybride complet et 100% en mode pur électrique.
Cassio 1 serait conçu pour des vols régionaux courts et moyen-courriers typiques qui peuvent être efficacement desservis par des avions hybrides électriques. 
L'idée est également d'apporter un service aérien fiable et respectueux de l'environnement aux régions qui ont besoin de tels transports.
Les vols à faible bruit et des émissions de CO2 réduites sont de véritables avantages pour l'aviation hybride-électrique, selon les concepteurs du Cassio 1.
Le 27 avril 2022, lors d'un vol de démonstration au-dessus de la forêt noire, le Cassio 1 s'interromp pour retourner à l'aérodrome de Montbéliard à cause de la rupture d'une courroie entre le moteur thermique et l'axe central. Il devra refaire un vol de démonstration en  mai 2022, à Genève, à l’occasion du salon Ebace de l’aviation d’affaires.
À partir du 13 juin 2022, Cassio 1 doit réaliser plusieurs vols d'essai dans des aérodromes des Pays-Bas dans le cadre de initiative Power Up, c'est-à-dire un programme en.paryenariat avec  les principaux aéroports  des Pays-Bas  que sont l'aéroport d'Eindhoven, l'aéroport de Rotterdam La Haye, l'aéroport de Groningen Eelde et l'aéroport de Maastricht Aachen. Ce partenariat inclut aussi le groupe Schiphol. L'enjeu de Power UP est l'introduction d'avions électriques..